# Gil Vicente Futebol Clube 2014-2015
Questa voce raccoglie le informazioni riguardanti il Gil Vicente Futebol Clube nelle competizioni ufficiali della stagione 2014-2015.

## Rosa
| N. |                               | Ruolo | Calciatore           |
| -- | ----------------------------- | ----- | -------------------- |
| 1  | Brasile (bandiera)            | P     | Adriano Facchini     |
| 2  | Brasile (bandiera)            | D     | Gabriel              |
| 3  | Rep. Centrafricana (bandiera) | D     | Manassé Enza-Yamissi |
| 4  | Brasile (bandiera)            | D     | Gladstone            |
| 6  | Brasile (bandiera)            | D     | Evaldo               |
| 7  | Portogallo (bandiera)         | A     | Diogo Viana          |
| 8  | Portogallo (bandiera)         | C     | Luís Silva           |
| 9  | Egitto (bandiera)             | A     | Marwan Mohsen        |
| 10 | Portogallo (bandiera)         | A     | Rui Caetano          |
| 11 | Georgia (bandiera)            | C     | Avtandil Ebralidze   |
| 13 | Brasile (bandiera)            | D     | Jander               |
| 14 | Brasile (bandiera)            | D     | Danielson            |
| 15 | Senegal (bandiera)            | A     | Kalidou Yéro         |

| N. |                       | Ruolo | Calciatore             |
| -- | --------------------- | ----- | ---------------------- |
| 17 | Portogallo (bandiera) | C     | Leandro Pimenta        |
| 19 | Mali (bandiera)       | C     | Alphousseyni Keita     |
| 20 | Portogallo (bandiera) | C     | Vítor Gonçalves        |
| 22 | Ghana (bandiera)      | A     | Haminu Dramani         |
| 23 | Capo Verde (bandiera) | D     | Pecks                  |
| 25 | Portogallo (bandiera) | C     | César Peixoto          |
| 28 | Australia (bandiera)  | P     | Caleb Patterson-Sewell |
| 45 | Portogallo (bandiera) | A     | Paulinho               |
| 46 | Portogallo (bandiera) | C     | Nélson Agra            |
| 77 | Portogallo (bandiera) | C     | João Vilela            |
| 99 | Colombia (bandiera)   | A     | John Jairo Mosquera    |
|    | Brasile (bandiera)    | C     | Jander                 |